# 曼杜里亚
曼杜里亚（義大利語：Manduria），是意大利塔兰托省的一个市镇。总面积197平方公里，人口31757人，人口密度161.2人/平方公里（2009年）。ISTAT代码为073012。